# Governo Forlani
Il Governo Forlani è stato il trentottesimo esecutivo della Repubblica Italiana, il terzo dell'VIII legislatura.
Il governo rimase in carica dal 18 ottobre 1980 al 28 giugno 1981 per un totale di 253 giorni, ovvero 8 mesi e 10 giorni.
Il governo Forlani ottenne la fiducia della Camera sabato 25 ottobre 1980 con 362 voti favorevoli (DC, PSI, PSDI, PRI, SVP, Union Valdotaine), 250 contrari (PCI, PR, PDUP, Indipendenti di Sinistra, MSI), 9 astenuti (PLI). I votanti erano 612, i presenti erano 621. La rappresentante dell'Associazione per Trieste non partecipò al voto.
Il governo ottenne la fiducia del Senato mercoledì 29 ottobre con 188 voti favorevoli (DC, PSI, PSDI, PRI, SVP, Union Valdotaine) e 120 contrari (PCI, PR, Indipendenti di Sinistra, MSI). Poiché al Senato l'astensione valeva come voto contrario, i due senatori del PLI Malagodi e Fassino non parteciparono al voto.
Cadde a seguito dello scandalo della loggia P2. Forlani si dimise il 26 maggio 1981.

## Compagine di governo

### Sostegno parlamentare
| Camera dei deputati | Camera dei deputati | Seggi                |
| ------------------- | --- | -------------------- |
|                     | Democrazia Cristiana Partito Socialista Italiano Partito Socialdemocratico Italiano Partito Repubblicano Italiano Südtiroler Volkspartei Union Valdôtaine Totale Maggioranza | 262 62 20 17 4 1 366 |
|                     | Partito Comunista Italiano Movimento Sociale Italiano Partito Radicale Partito Liberale Italiano PdUP per il comunismo Totale Opposizione                                    | 201 30 18 9 6 264    |
| Totale              | Totale | 630                  |

| Senato della Repubblica | Senato della Repubblica | Seggi              |
| ----------------------- | --- | ------------------ |
|                         | Democrazia Cristiana Partito Socialista Italiano Partito Socialdemocratico Italiano Partito Repubblicano Italiano Südtiroler Volkspartei Union Valdôtaine Totale Maggioranza | 138 32 9 6 3 1 189 |
|                         | Partito Comunista Italiano Movimento Sociale Italiano Partito Radicale Partito Liberale Italiano Totale Opposizione                                                          | 109 13 2 126       |
| Totale                  | Totale | 315                |

### Appartenenza politica
- Democrazia Cristiana (DC): Presidente del Consiglio, 13 ministri, 28 sottosegretari
- Partito Socialista Italiano (PSI): 7 ministri, 17 sottosegretari
- Partito Socialista Democratico Italiano (PSDI): 3 ministri, 5 sottosegretari
- Partito Repubblicano Italiano (PRI): 3 ministri, 4 sottosegretari

### Provenienza geografica
La provenienza geografica dei membri del Consiglio dei Ministri si può così riassumere:
| Regione               | Presidente | Ministri | Sottosegretari | Totale |
| --------------------- | ---------- | -------- | -------------- | ------ |
| Marche                | 1          | 1        | 1              | 3      |
| Lombardia             | -          | 4        | 7              | 11     |
| Puglia                | -          | 2        | 6              | 8      |
| Lazio                 | -          | 2        | 5              | 7      |
| Piemonte              | -          | 4        | 2              | 6      |
| Campania              | -          | 3        | 3              | 6      |
| Sicilia               | -          | -        | 6              | 6      |
| Calabria              | -          | 2        | 3              | 5      |
| Friuli-Venezia Giulia | -          | 2        | 3              | 5      |
| Emilia-Romagna        | -          | 1        | 4              | 5      |
| Veneto                | -          | 1        | 3              | 4      |
| Liguria               | -          | -        | 4              | 4      |
| Sardegna              | -          | -        | 4              | 4      |
| Basilicata            | -          | 1        | 1              | 2      |
| Toscana               | -          | 1        | 1              | 2      |
| Trentino-Alto Adige   | -          | 1        | 1              | 2      |
| Abruzzo               | -          | -        | 1              | 1      |
| Molise                | -          | -        | 1              | 1      |
| Umbria                | -          | -        | 1              | 1      |

## Composizione
| Presidenza del Consiglio dei ministri                                   | Presidenza del Consiglio dei ministri | Presidenza del Consiglio dei ministri            | Presidenza del Consiglio dei ministri      | Presidenza del Consiglio dei ministri |
| Carica                                                                  | Titolare                              | Titolare                                         | Titolare                                   | Sottosegretario di Stato alla Presidenza del Consiglio |
| ----------------------------------------------------------------------- | ------------------------------------- | ------------------------------------------------ | ------------------------------------------ | --- |
| Presidente del Consiglio dei ministri                                   |                                       |                                                  | Arnaldo Forlani (DC)                       | - Luciano Radi (DC) Segretario del Consiglio dei ministri - Piergiorgio Bressani (DC) Delega alla stampa e SIPLAS - Luigi Giglia (DC) Delega alla Cassa per il Mezzogiorno - Francesco Mazzola (DC) Delega ai servizi di sicurezza - Francesco Quattrone (DC) Delega alla funzione pubblica |
| Ministri senza portafoglio                                              |                                       |                                                  |                                            | |
| Affari regionali                                                        |                                       |                                                  | Roberto Mazzotta (DC)                      | Roberto Mazzotta (DC) |
| Coordinamento delle iniziative per la ricerca scientifica e tecnologica |                                       |                                                  | Pier Luigi Romita (PSDI)                   | Pier Luigi Romita (PSDI) |
| Coordinamento delle politiche comunitarie                               |                                       |                                                  | Vincenzo Scotti (DC)                       | Vincenzo Scotti (DC) |
| Funzione pubblica                                                       |                                       |                                                  | Clelio Darida (DC)                         | Clelio Darida (DC) |
| Interventi straordinari nel Mezzogiorno                                 |                                       |                                                  | Nicola Capria (PSI)                        | Nicola Capria (PSI) |
| Rapporti con il Parlamento                                              |                                       |                                                  | Antonio Gava (DC)                          | Antonio Gava (DC) |
| Ministero                                                               | Ministri                              | Ministri                                         | Ministri                                   | Sottosegretari di Stato |
| Affari esteri                                                           |                                       |                                                  | Emilio Colombo (DC)                        | - Costantino Belluscio (PSDI) - Libero Della Briotta (PSI) - Aristide Gunnella (PRI) - Edoardo Speranza (DC) |
| Interno                                                                 |                                       |                                                  | Virginio Rognoni (DC)                      | - Marino Corder (DC) - Angelo Sanza (DC) - Giuseppe Di Vagno (PSI) |
| Grazia e giustizia                                                      |                                       |                                                  | Adolfo Sarti (DC) (fino al 23/05/1981)     | - Giuseppe Gargani (DC) - Domenico Raffaello Lombardi (DC) - Francesco Spinelli (PSI) |
| Grazia e giustizia                                                      |                                       | Clelio Darida (DC) (Ad interim) (dal 23/05/1981) |                                            | - Giuseppe Gargani (DC) - Domenico Raffaello Lombardi (DC) - Francesco Spinelli (PSI) |
| Bilancio e programmazione economica                                     |                                       |                                                  | Giorgio La Malfa (PRI)                     | - Lucio Abis (DC) |
| Finanze                                                                 |                                       |                                                  | Franco Reviglio (PSI)                      | - Giuseppe Azzaro (DC) - Francesco Colucci (PSI) - Mario Gargano (DC) |
| Tesoro                                                                  |                                       |                                                  | Beniamino Andreatta (DC)                   | - Carlo Fracanzani (DC) - Giuseppe Pisanu (DC) - Eugenio Tarabini (DC) - Angelo Tiraboschi (PSI) - Claudio Venanzetti (PRI) |
| Difesa                                                                  |                                       |                                                  | Lelio Lagorio (PSI)                        | - Pasquale Bandiera (PRI) - Amerigo Petrucci (DC) - Martino Scovacricchi (PSDI) |
| Pubblica istruzione                                                     |                                       |                                                  | Guido Bodrato (DC)                         | - Antonino Drago (DC) - Franca Falcucci (DC) - Claudio Lenoci (PSI) - Giacomo Samuele Mazzoli (DC) |
| Lavori pubblici                                                         |                                       |                                                  | Franco Nicolazzi (PSDI)                    | - Francesco Fossa (PSI) - Giorgio Santuz (DC) |
| Agricoltura e foreste                                                   |                                       |                                                  | Giuseppe Bartolomei (DC)                   | - Mario Campagnoli (DC) - Fabio Fabbri (PSI) - Anselmo Martoni (PSDI) |
| Trasporti                                                               |                                       |                                                  | Rino Formica (PSI)                         | - Antonio Caldoro (PSI) - Giosi Roccamonte (PSDI) - Elio Tiriolo (DC) |
| Poste e telecomunicazioni                                               |                                       |                                                  | Michele Di Giesi (PSDI)                    | - Giorgio Bogi (PRI) - Pino Leccisi (DC) - Gaspare Saladino (PSI) |
| Industria, commercio e artigianato                                      |                                       |                                                  | Antonio Bisaglia (DC) (fino al 20/12/1980) | - Bruno Corti (PSDI) - Maria Magnani Noya (PSI) - Francesco Rebecchini (DC) |
| Industria, commercio e artigianato                                      |                                       | Filippo Maria Pandolfi (DC) (dal 20/12/1980)     |                                            | - Bruno Corti (PSDI) - Maria Magnani Noya (PSI) - Francesco Rebecchini (DC) |
| Sanità                                                                  |                                       |                                                  | Aldo Aniasi (PSI)                          | - Bruno Orsini (DC) |
| Commercio con l'estero                                                  |                                       |                                                  | Enrico Manca (PSI)                         | - Baldassare Armato (DC) - Roberto Palleschi (PSI) |
| Marina mercantile                                                       |                                       |                                                  | Francesco Compagna (PRI)                   | - Giuseppe Caroli (DC) - Giovanni Nonne (PSI) |
| Partecipazioni statali                                                  |                                       |                                                  | Gianni De Michelis (PSI)                   | - Giuseppe Antonio Dal Maso (DC) - Giuseppe Tocco (PSI) |
| Lavoro e previdenza sociale                                             |                                       |                                                  | Franco Foschi (DC)                         | - Angelo Castelli (DC) - Giuseppe Miroglio (DC) - Sisinio Zito (PSI) |
| Beni culturali e ambiente                                               |                                       |                                                  | Oddo Biasini (PRI)                         | - Rolando Picchioni (DC) |
| Turismo e spettacolo                                                    |                                       |                                                  | Nicola Signorello (DC)                     | - Enrico Quaranta (PSI) |

## Cronologia

### 1980

#### Settembre
- 29 settembre: il presidente della Repubblica inizia le consultazioni. Escluse le ipotesi di un rinvio del governo alle camere e di un reincarico a Cossiga la DC, attraverso i gruppi parlamentari, fa i nomi di Flaminio Piccoli e Arnaldo Forlani, ma evita di ufficializzarli nell'incontro con Pertini. Socialisti e repubblicani si dichiarano contrari a un rientro del PSDI nella maggioranza e puntano a una riedizione del tripartito. I liberali si pongono in posizione di attesa, non escludendo un rientro nella compagine governativa.

#### Ottobre
- 1 ottobre: Pertini conferisce l'incarico a Forlani, che rinvia l'avvio delle proprie consultazioni all'esito del comitato centrale del PSI, dove Craxi si presenta dimissionario con l'intera direzione per ridisegnarne gli equilibri sui mutati rapporti di forza interni al partito. Il presidente incaricato esclude un ritorno al tripartito e sostiene la necessità di formare un governo cui prendano parte PSDI e PLI.[7]
- 3-4 ottobre: comitato centrale del PSI: Craxi fa eleggere una nuova direzione allargata a una pattuglia di uomini di sua fiducia. Il nuovo consesso lo elegge nuovamente segretario nazionale con 24 voti su 36, con la sinistra interna che esprime scheda bianca. Claudio Signorile, ex vice-segretario, polemizza sull'Avanti! sulla gestione monocolore del partito da parte di un segretario-padrone.
- 7 ottobre: Socialisti e socialdemocratici stringono un patto di consultazione sui problemi politici interni ed internazionali, finalizzato alla soluzione della crisi di governo. Il segretario socialista pone inoltre dei veti su esponenti della DC contrari alla politica del preambolo, in particolare su Andreotti, Galloni e Bodrato.[8]
- 9 ottobre: direzione nazionale DC: segreteria e minoranza raggiungono un accordo che supera la logica del preambolo, isolandone la componente più oltranzista. Le due minoranze di Zaccagnini e Andreotti parteciperanno al governo e agli organi interni di partito; l'assise si pronuncia a grande maggioranza per un quadripartito con PSI, PSDI e PRI ma accarezza l'idea di un appoggio esterno liberale attraverso un ministro in cui il PLI si riconosca.
A dispetto delle voci che si sono rincorse sulla stampa Craxi dichiara che il patto di consultazione già avviato col PSDI non si estenderà almeno al momento ai radicali.
- 10 ottobre: le direzioni di DC, PSI, PSDI e PRI danno il via libera alla formazione di un governo quadripartito presieduto da Arnaldo Forlani. Ancora in alto mare la definizione del programma a causa delle opposizioni interne democristiana e socialista.[9]

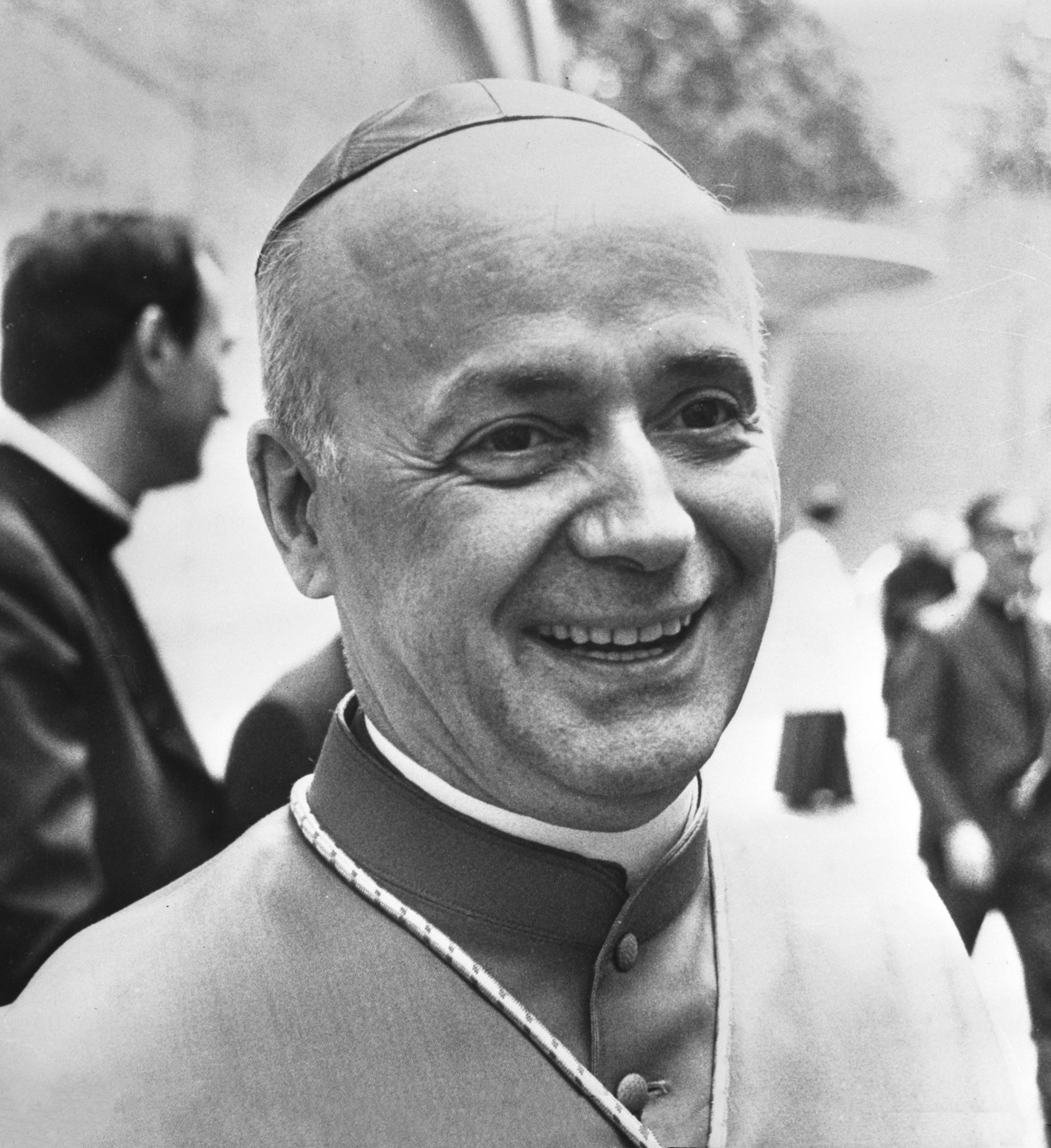
Giovanni Benelli

- 13 ottobre: nelle stesse ore in cui sono in pieno corso le trattative per il programma di governo e la distribuzione dei portafogli i cardinali Giovanni Benelli e Pietro Palazzini, a nome dei partecipanti italiani al sinodo in corso in Vaticano, esprimono la contrarietà dei vescovi a qualsiasi apertura sui temi della famiglia e chiedono che l'assise si pronunci contro aborto e divorzio.
- 16 ottobre: muore Luigi Longo.
- 18 ottobre: dopo tre giorni di trattativa sulla composizione Arnaldo Forlani comunica la lista dei ministri. Il nuovo governo è formato da 13 democristiani, 7 socialisti, tre socialdemocratici e altrettanti repubblicani. La sinistra interna democristiana partecipa all'esecutivo con Virginio Rognoni, Nino Andreatta e Guido Bodrato, gli andreottiani con Nicola Signorello e Vincenzo Scotti.[10]
- 22 ottobre: Forlani espone alla camera il programma dell'esecutivo: punti principali sono la difesa dell'ordine pubblico, la lotta al terrorismo, l'efficienza della giustizia, l'inflazione e il costo del lavoro. Udita la relazione il PLI, contraria la minoranza di Agostino Bignardi, prende la decisione di astenersi sul voto di fiducia.
- 23-25 ottobre: alla camera si svolge la discussione sulle dichiarazioni programmatiche del presidente del Consiglio. La mozione di fiducia è approvata con 362 voti a favore e 250 contro. Si astengono i liberali.[11]
- 24 ottobre: l'ex comandante generale della guardia di finanza Raffaele Giudice è arrestato per truffa ai danni dello Stato nell’ambito di un’inchiesta relativa a mancati versamenti d’imposta sul gasolio, per un ammontare complessivo di centinaia di miliardi.
- 27-29 ottobre: al senato si svolge la discussione sulle dichiarazioni programmatiche del presidente del Consiglio. La mozione di fiducia è approvata con 188 voti a favore e 120 contro. Sempre astenuti i liberali.[12]
- 30 ottobre: nell'agenda del governo si inserisce la questione dei tre referendum che, da punti di vista opposti, vogliono abrogare diverse parti della legge 194. In un convegno organizzato a Roma, cui prendono parte esponenti del PCI e del PSI, viene sottolineato che se per ipotesi tutti e tre i quesiti vedessero prevalere i sì ci si troverebbe di fronte ad una completa liberalizzazione della pratica da una parte, e alla sua penalizzazione di fatto dall'altra.[13]

#### Novembre
- 1-3 novembre: congresso del partito radicale: dopo le contestazioni dell'anno precedente Marco Pannella si presenta all'assise nel ruolo di padre-padrone di un partito già concentrato sulla campagna referendaria ma diviso in diverse componenti interne, pro o contro il leader storico. Pannella annuncia le dimissioni da deputato per assumere la carica di segretario ma per attenuare le contrapposizioni promuove l'elezione di Francesco Rutelli, suo fedelissimo, e annuncia un congresso straordinario di rifondazione per il 1982.[14]
- 3 novembre: il ministero delle finanze dispone il primo di una serie di aumenti già annunciati: sale il prezzo delle sigarette, +50 lire le nazionali, tra +100 e +200 lire le estere.[15]
- 4-6 novembre: comitato centrale PCI: Gerardo Chiaromonte invoca una riflessione comune e nuovi positivi rapporti tra le sinistre sulle questioni di fondo della società. La lotta alla FIAT, il ruolo del sindacato e i rapporti internazionali. Per Berlinguer bisogna abbattere la pregiudiziale contro il PCI che blocca le energie del Paese e fa degenerare la democrazia.[16]
- 7 novembre: il segretario della DC Flaminio Piccoli, riferendosi polemicamente a Donat-Cattin come il più tenace oppositore del coinvolgimento del PCI nella giunta regionale sarda, critica la riduzione della linea del Congresso ad una schematica contrapposizione fra i favorevoli e i contrari al preambolo anticomunista. Dichiara il suo impegno a ricostruire l’unità del gruppo dirigente DC ridefinendo una linea politica capace di rispondere alle proposte della minoranza guidata da Zaccagnini disponibile al dialogo con il PCI.

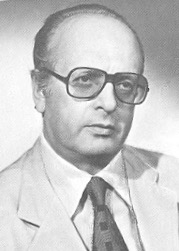
Michele Di Giesi

- 7-8 novembre: comitato centrale PSDI: Pietro Longo illustra i buoni risultati ottenuti dal nuovo rapporto col PSI, che non prelude ad una nuova riunificazione, ed esclude che i socialisti possano appannare l'identità socialdemocratica. Per Michele Di Giesi, ministro del lavoro, è indispensabile lasciar cadere la pregiudiziale anticomunista.[17]
- 13 novembre: il presidente del consiglio è chiamato dal PCI a riferire in parlamento sullo scandalo dei petroli che sta tenendo banco sulla stampa da oltre due mesi. Lo scandalo coinvolge i vertici della guardia di finanza e dei servizi segreti degli ultimi anni, la cui azione è descritta in un fascicolo del SID trovato in casa di Mino Pecorelli dopo il suo omicidio. Forlani, che ha escluso l'apposizione di omissis al documento, si dichiara disponibile a chiarire ogni dubbio o sospetto sulle azioni del generali Vito Miceli, Raffaele Giudice, Gianadelio Maletti e Mario Casardi e sul ruolo di Sereno Freato (già collaboratore di Aldo Moro).
Il ministro di grazia e giustizia chiede al CSM la sospensione dall'incarico del procuratore di Roma Giuseppe Di Matteo e del suo vice, indagati dalla magistratura bolognese di violazione di segreto d'ufficio per aver rivelato ad un imputato e al suo avvocato il contenuto di un documento che il magistrato Mario Amato aveva redatto sull'eversione di destra.[18]
- 19 novembre: il governo risponde al senato alle interrogazioni sullo scandalo dei petroli. Forlani, che era ministro della difesa all'epoca dei fatti, nega di aver mai saputo nulla delle attività del comandante della GDF, generale Giudice, relative a esportazioni di valuta, contrabbando di petrolio ed altre attività finanziarie coperte. Il ministro della difesa, Adolfo Sarti, conferma che il SID era a conoscenza del giro di corruzione ai vertici della GDF ma non ha informato i ministri interessati. E aggiunge che, non esistendone una copia ufficiale, il fascicolo ritrovato a casa di Pecorelli non è del tutto attendibile. Lelio Lagorio, suo predecessore nel 1975, dichiara che l'inchiesta è stata avviata dal generale Maletti, ma relativa alle attività di un oscuro personaggio che, dopo aver fondato un partito denominato "Nuovo partito popolare", si mette in cerca di fondi attraverso contatti con la Libia, Malta e l'Arabia Saudita, un sistema che potrebbe aver consentito movimenti clandestini di valuta da e per l'estero.
- 20-22 novembre: il risultato deludente della seduta provoca forti reazioni politiche. La DC appare dilaniata dalle divisioni: sui giornali si ipotizzano pressioni del preambolo per impedire l'elezione di Andreotti a presidente del partito. Per Antonio Bisaglia lo scandalo è esploso per una resa di conti tra le correnti democristiane ed anche per distogliere l'attenzione sul problema effettivo del contrabbando petrolifero. I partiti della maggioranza chiedono la convocazione di un vertice per affrontare le conseguenze dello scandalo sulla tenuta dell'esecutivo.[19]

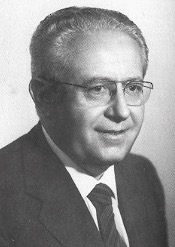
Giuseppe Zamberletti

- 24 novembre: nelle stesse ore in cui il presidente Pertini lancia pesanti accuse contro l'inefficienza dei soccorsi per il terremoto dell'Irpinia, dove si è recato a visitare i feriti, viene annunciato che il previsto vertice della maggioranza è rinviato a data da destinarsi per affrontare l'emergenza in corso. Il governo viene accusato di approfittare della disgrazia per rinviare la risoluzione dei problemi politici e morali che lo coinvolgono e il ministro degli interni, Virginio Rognoni, annuncia le proprie dimissioni, subito respinte da Forlani. Diversi esponenti di spicco della DC si lanciano all'attacco del capo dello stato e parlano di aperto conflitto istituzionale.
Giuseppe Zamberletti, neo-commissario per l'emergenza, è costretto ad ammettere che l'organizzazione dei soccorsi è stata predisposta con 48 ore di ritardo. Accusa l'esercito di aver sottovalutato la gravità della situazione e i sindaci dei comuni colpiti di rivolgersi al ras politico locale prima che alle autorità incaricate di coordinare i soccorsi.[20]
- 27 novembre: direzione nazionale PCI: i comunisti sostengono che la DC, lacerata dalle divisioni interne, non è più in grado di governare il Paese e rivendica un ruolo dirigente nell'esecutivo. Occorre lanciare una vera e propria questione morale ma l'emergenza in corso del terremoto non consente al momento di creare vuoti di potere dell'esecutivo.
- 29 novembre: il direttivo nazionale di Democrazia Proletaria annuncia un esposto alla procura della repubblica di Napoli contro i ministri Lagorio e Rognoni e contro i prefetti di Napoli, Avellino e Potenza: l'ipotesi di reato è omissione di soccorso.[21]

#### Dicembre
- 4 dicembre: il governo risponde alla camera a decine di interrogazioni sulla disorganizzazione dei soccorsi in Irpinia. In un clima oltremodo teso, dove le contestazioni salgono anche dalle file della maggioranza, Cossiga, Rognoni e Lagorio respingono ogni accusa, additando le polemiche a strumentalizzazioni della stampa, ed assicurano che l'esecutivo si muoverà immediatamente contro le speculazioni sui bisogni immediati e gli appalti per la ricostruzione.[22]
- 7-9 dicembre: consiglio nazionale DC: l'assise si apre in un clima oltremodo conflittuale per il mancato raggiungimento di un accordo preliminare. Il segretario Piccoli non fa cenno al preambolo ma non fornisce una linea politica alternativa. La relazione è approvata dall'area Zac, dai basisti e dagli andreottiani, isolando Donat-Cattin e la sua minoranza nella difesa a oltranza degli equilibri congressuali di febbraio. Rinviata la scelta del presidente a gennaio e confermato il sostegno al governo, l'assise si conclude con un voto unitario sulla segreteria, della quale rimane all'opposizione quella che ora è la minoranza del preambolo.[23]

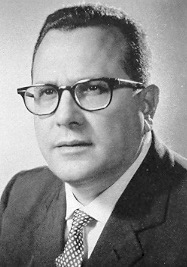
Antonio Bisaglia

- 11 dicembre: consiglio dei ministri: con un provvedimento che prende di sorpresa parlamento e operatori economici viene varato un aumento a 850 lire della benzina super, un aumento del 50% del bollo auto e di 10 lire/kw per l'elettricità. La notizia genera proteste dalle opposizioni e malumori nella maggioranza per il mancato esame del decreto legge, immediatamente esecutivo, nelle commissioni bilancio di camera e senato.
A palazzo Chigi si svolge l'annunciato vertice di maggioranza dedicato alla questione morale e al chiarimento sul programma di governo. La discussione finisce in un nulla di fatto e l'unica notizia degna di rilievo è l'annuncio delle dimissioni del ministro dell'industria, Antonio Bisaglia, accusato da un suo ex fedelissimo di aver finanziato Mino Pecorelli.[24]
- 13 dicembre: il ministero delle finanze rende noti i dati del gettito fiscale dei primi cinque mesi del 1980, dai quali si ricava che il maggior costo dell'inflazione è a carico dei lavoratori dipendenti. Il prelievo complessivo è passato dai 3.762 miliardi del 1979 ai 5.447 del 1980 dai lavoratori del settore privato, cui si aggiungono 628 miliardi provenienti dal settore pubblico. Secondo l'Istat a un aumento medio del 10% degli stipendi e dei salari corrisponde un aumento del 18% delle imposte.
Le Brigate Rosse rapiscono il giudice Giovanni D'Urso e, seguendo il copione già utilizzato per Moro, diffondono la sua foto in cui regge un cartello con la richiesta di chiusura del carcere dell'Asinara.[25]
- 16 dicembre: Forlani riunisce per la seconda volta i segretari dei quattro partiti della maggioranza. Il comunicato ufficiale si limita a confermare la solidità della coalizione, torna sui problemi dell'ordine pubblico e dell'emergenza terremoto ma non accenna ad eventuali decisioni. Si viene a sapere anche che il PRI uscirà dalla maggioranza qualora il governo decida di trattare con le BR la liberazione del giudice D'Urso.
A seguito di un aumento a 41 dollari al barile del petrolio e a un rialzo del dollaro a 953 lire si prospetta un nuovo aumento della benzina a 900 o addirittura 1000 lire, mirato a coprire un maggior onere di 2.500 miliardi.[26]
- 17 dicembre: sotto il peso degli scandali, col governo paralizzato dalle polemiche incrociate tra i ministri, Bettino Craxi e Pietro Longo parlano apertamente di sfaldamento della maggioranza; PSI e PSDI sosterranno le elezioni anticipate qualora Forlani rassegni le dimissioni.[27]
- 19 dicembre: il presidente del senato, Amintore Fanfani, da lettura della relazione conclusiva del giurì d'onore formato dai senatori Giovanni Malagodi, Cristoforo Filetti, Massimo De Carolis, Giuseppe Ferralasco e Mario Venanzi, nel quale si afferma che il ministro dell'industria, Antonio Bisaglia, ha finanziato Mino Pecorelli fino a tutto il 1976. Alla base delle conclusioni la minuta autografa di una lettera a Bisaglia del giornalista assassinato, per la quale si demanda alla magistratura la necessità di accertare se sia stata o meno inviata. Bisaglia rassegna le dimissioni e viene sostituito da Filippo Maria Pandolfi.
A Parigi viene arrestato Marco Donat-Cattin.[28]

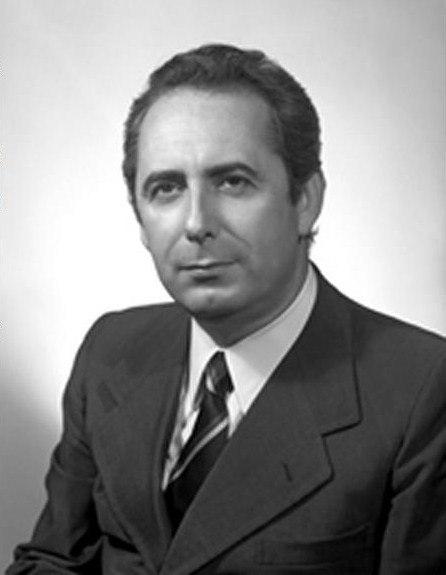
Adolfo Sarti

- 25-28 dicembre: una nota ufficiale della direzione socialista chiede la chiusura del carcere dell'Asinara, richiesta dalle Brigate Rosse per liberare il giudice D'Urso. L'iniziativa scatena una immediata protesta di repubblicani e socialdemocratici, che parlano apertamente di crisi di governo ed elezioni anticipate, specie quando Forlani ammette che lo sgombero e la chiusura della sezione speciale sono in corso già da qualche tempo. A nome del PRI Oscar Mammì accusa Craxi di aver violato il duplice impegno della consultazione e del riserbo decisi nell'ultimo vertice di maggioranza e sostiene che la decisione non si concilia coi doveri di un partito inserito nella maggioranza. Il ministro della giustizia, Adolfo Sarti, fa sapere che i detenuti rimasti nella sezione sono 25 e saranno sgomberati entro il mese di gennaio. Viene insinuato che i socialisti, come ai tempi del rapimento Moro, abbiano dei canali riservati di trattativa coi terroristi. Mentre Forlani temporeggia con parole di circostanza repubblicani, liberali, socialdemocratici e parte dei democristiani criticano l'atteggiamento dell'esecutivo. Viene chiesta la riapertura anticipata della camera.[29]
- 31 dicembre: le Brigate Rosse uccidono il generale dei carabinieri Enrico Riziero Galvaligi quale vendetta per la repressione di una rivolta nel carcere di Trani guidata da esponenti del terrorismo.[30]

### 1981

#### Gennaio
- 2 gennaio: dopo aver ricevuto un verbale dell'interrogatorio brigatista al giudice D'Urso, e dopo la pubblicazione di notizie su una riunione della direzione strategica della BR, il cronista dell'Espresso Mario Scialoja viene convocato dalla magistratura ed arrestato con le accuse si favoreggiamento e falsa testimonianza.[31]
- 4 gennaio: le Brigate Rosse minacciano di uccidere D'Urso e chiedono che sulla condanna si esprimano i detenuti delle carceri di Palmi e Trani. I partiti della maggioranza si schierano contro ogni trattativa per evitare ai terroristi un riconoscimento politico. Nelle stesse ore la Federazione della stampa polemizza col governo per l'articolo 5 del disegno di legge sul terrorismo, che prevede una condanna fino a 12 anni per chi diffonde documenti con finalità di terrorismo.[32]
- 9 gennaio: i ministri della giustizia e dell'interno rispondono alla camera a numerose interrogazioni sul caso D'Urso e sui rapporti tra stampa e terrorismo. Viene ribadito che il governo non ha messo in campo alcuna trattativa ma la maggioranza è divisa tra fautori della linea umanitaria e della fermezza, entrambi supportati dalle opposizioni.[33]
- 14 gennaio: Forlani interviene alla camera nel dibattito sul terrorismo e definisce responsabile e misurato l'atteggiamento del governo, come si conviene alla gravità della situazione. In particolare, non ritiene una sconfitta lo sgombero della sezione speciale del carcere dell'Asinara, prevista quando ancora il giudice D'Urso non era stato rapito e già iniziata al momento del sequestro. Nelle file della maggioranza i repubblicani e la componente andreottiana della DC prendono le distanze dall'atteggiamento ambiguo del presidente del consiglio, sottolineato a tinte forti da tutte le opposizioni.[34]
- 15 gennaio: il giudice D'Urso viene liberato in un clima di forte tensione politica per la questione di fiducia che Forlani ha posto sul voto finale alla discussione della camera. L'atteggiamento indeciso del governo è paragonato a quello che nel 1922 non ha impedito ai fascisti di marciare su Roma. Il voto finale finisce 353 voti contro 243, coi liberali che scelgono di astenersi e i repubblicani che preannunciano una propria interrogazione al dibattito che si svolgerà in senato sulla vicenda.
Lotta Continua cessa le pubblicazioni.[35]
- 19 gennaio: parlando a una riunione di industriali a Milano il ministro del bilancio, Giorgio La Malfa, lascia intendere che è pronto a rassegnare le proprie dimissioni qualora il governo non cambi rotta sui criteri della spesa pubblica, ed in particolare sui finanziamenti a pioggia erogati senza sicure garanzie. Il piano triennale 1981-1984 per l'economia, prossimo ad essere presentato, dovrà essere seguito da una riforma del sistema che consenta allo stato di trarre ricavo dai propri investimenti.[36]

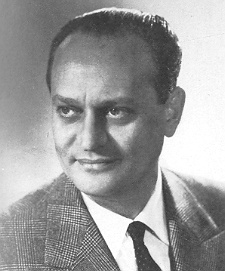
Giovanni Gioia

- 21 gennaio: non si raggiunge il numero di firme necessario per riaprire in Parlamento il caso di Giovanni Gioia, l’ex ministro democristiano accusato per lo scandalo dei «traghetti d’oro”. Su 477 firme di deputati e senatori necessarie se ne raggiungono solo 425. Non hanno firmano il PSI (ad eccezione dei membri della sinistra del partito), il PRI (ha firmato solo una parte degli eletti) e il PSDI.[37]
- 31 gennaio: Bettino Craxi e Pietro Longo fanno saltare all'ultimo momento un ennesimo vertice dei partiti della maggioranza in polemica col ministro degli interni, Virginio Rognoni, che ha escluso legami internazionali del terrorismo italiano. Il contrasto sembra dover mettere in crisi la tenuta dell'esecutivo, tenuto conto che già si parla di una ulteriore richiesta della fiducia alle interrogazioni sui collegamenti del terrorismo italiano con l'estero.[38]

#### Febbraio
- 3 febbraio: Forlani risponde alla camera alle interrogazioni sui collegamenti del terrorismo italiano con centrali straniere. Riconosce come legittimi i sospetti ma aggiunge che l'esecutivo non ha elementi per muovere specifiche accuse. Scontata l'approvazione della maggioranza.[39]
- 4 febbraio: la Corte costituzionale ammette sei dei dodici referendum proposti su aborto, giustizia e droga: sono ammessi due sui tre referendum sull'aborto (liberalizzazione chiesta dai radicali; limitazione agli interventi terapeutici dei cattolici), viene respinto quello per la totale abrogazione sempre dei cattolici; ammessi quello per l'abolizione dell'ergastolo, dei tribunali militari e della legge Cossiga sul terrorismo, respinti quelli sui reati di opinione, sull'abolizione della caccia, sulla smilitarizzazione della GDF e sul divieto di costruzione di centrali nucleari.[40]
- 13 febbraio: consiglio dei ministri: viene varato il disegno di legge per le opere di ricostruzione dell'Irpinia. La normativa stanzia ottomila miliardi per tre anni, destinati a 18 comuni di Avellino, 9 di Salerno e 9 di Potenza. Varato anche il disegno di legge che istituisce un'addizionale straordinaria del 5% sulle imposte Irpef, Ilor e Irpeg, destinato a coprire parte dell'impegno finanziario della ricostruzione.[41]
- 18 febbraio: comitato centrale PSI: Craxi presenta le tesi da sottoporre al dibattito del congresso nazionale, previsto per aprile, incentrate sulla governabilità, la stabilità dell'esecutivo e una riforma delle leggi elettorali. Le proposte mirano a diversificare le funzioni delle due camere, a introdurre la sfiducia costruttiva (si fa cadere un governo solo se esiste una soluzione alla crisi) e una riforma delle leggi elettorali che favorisca le alleanze, specie tra i piccoli partiti.
Pressato da più parti Forlani convoca l'ennesimo vertice dei partiti di maggioranza. Il presidente del consiglio ammette che l'alleanza a quattro non è mai davvero decollata, facendo eco alla definizione "non governo" utilizzata da Bruno Visentini.[42]
- 19 febbraio: il governo viene battuto per sei volte consecutive alla camera nel dibattito sulla legge finanziaria. I lavori sono sospesi su richiesta della DC. Mentre Forlani rifiuta di rilasciare dichiarazioni i gruppi dei partiti di maggioranza si riuniscono per valutare la situazione.
Si svolge l'annunciato vertice di maggioranza. I segretari dei quattro partiti di maggioranza assicurano che la stabilità del governo non è in discussione. Il comunicato della presidenza del consiglio ammette, da parte sua, che la mancata compattezza dell'esecutivo è un segnale di logoramento dell'alleanza che non prelude all'apertura di una crisi.[43]
- 26 febbraio: dopo due giorni di ricorsi al voto di fiducia, principalmente sul nodo contrastato dell'aumento dei minimi pensionistici dell'INPS, tutte le opposizioni evocano l'umiliazione delle prerogative del parlamento e un aperto conflitto tra i due poteri dello stato. Forlani è costretto a riunire per l'ennesima volta un vertice della maggioranza, stavolta allargato ai capigruppo di camera e senato.[44]
- 27 febbraio: il Comitato interministeriale prezzi aumenta di 20 lire il prezzo della benzina super e normale, del gasolio e del Gpl.

#### Marzo

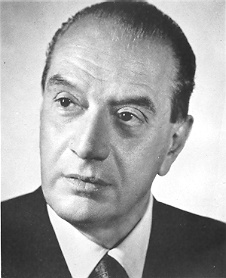
Bruno Visentini

- 2 marzo: Antonio Bisaglia e Carlo Donat-Cattin chiamano a raccolta i nostalgici del preambolo, e in sinergia col PSDI si schierano contro la proposta del presidente del PRI, Bruno Visentini, di ricostituire la solidarietà nazionale del 1978 in soccorso alla maggioranza di governo. L'attacco, oltre che alla sinistra democristiana, è rivolto anche alla segreteria di Flaminio Piccoli, accusata di scarsa iniziativa sul fronte dei problemi interni alla DC.[45]
- 5 marzo: direzione nazionale DC: Piccoli ammette la crisi politica che avvolge il governo e la stessa DC ma evita di formulare proposte per risolverla. L'assise si conclude senza una risoluzione, e rinvia le scelte al consiglio nazionale convocato per il 20 marzo.[46]
- 11 marzo: consiglio dei ministri: varato un decreto legge che stanzia ulteriori 1.500 miliardi per le zone terremotate, 500 dei quali ad aumento del fondo per l'acquisto di prefabbricati, gli altri 1000 per finanziamenti da concedersi dalla Cassa depositi e prestiti agli enti locali. Sono inoltre varate nuove norme contro l'esportazione clandestina di valuta e un intervento di 170 miliardi all'ente autonomo di gestione per il cinema, un sostegno in attesa della legge di riforma del settore.[47]
- 13 marzo: Massimo De Carolis e Piero Bassetti presentano una proposta di legge costituzionale per aggiungere all'art. 40 della Costituzione il divieto di sciopero in alcuni servizi essenziali come la difesa, la sanità e i trasporti.[48]
- 17 marzo: il disegno di legge che introduce un'addizionale del 5% per gli interventi in Irpinia giunge in aula dopo che il governo è stato sconfitto nella deliberazione della commissione bilancio.[49]
- 18 marzo: il governo viene battuto per tre volte consecutive al senato su alcuni emendamenti del PCI alla legge finanziaria. Il ministro delle finanze, Franco Reviglio, chiede ed ottiene la sospensione della seduta per consultarsi col presidente del consiglio.[50]
- 20 marzo: indagando sul falso rapimento di Michele Sindona i giudici di Milano ordinano una perquisizione nella villa e nella sede di un'azienda di Licio Gelli, sospettato di aver favorito i movimenti clandestini del bancarottiere siciliano in Italia. Esplode lo scandalo della loggia massonica P2.[51]
- 22 marzo: costretto dagli accertamenti in corso a Milano, Flaminio Piccoli è costretto a confermare che la DC ha ricevuto un finanziamento illegale di due miliardi, erogato da Michele Sindona, per la campagna del referendum sul divorzio, e ulteriori finanziamenti di 15-20 milioni di lire mensili per circa un anno.
Consiglio dei ministri: dopo alcuni giorni di difficoltà sui mercati valutari, e un grosso esborso di valuta pregiata da parte della banca d'Italia il governo decide una svalutazione del 6% della lira e un aumento del tasso di sconto dal 16,5 al 19%. Deciso un aumento del 12% delle tariffe telefoniche per un gettito complessivo di 500 miliardi da destinare agli investimenti già in corso della SIP.
- 26 marzo: salta la riunione del consiglio dei ministri dedicato ai tagli alla spesa pubblica. Il ministero del bilancio non è stato in grado di individuare le voci da cui risparmiare 5000 miliardi e trovare 1.500 miliardi da destinare all'INPS.[52]

#### Aprile
- 2 aprile: Carlo Bordoni, ex braccio destro di Michele Sindona, fa alcuni nomi della cosiddetta "lista dei cinquecento". Secondo il finanziere tra i grandi esportatori di valuta verso la Finabank di Zurigo ci sono Amintore Fanfani, Giovanni Leone, Giacomo Mancini, i costruttori Caltagirone e Federici e numerosi alti ufficiali di esercito e marina.[53]
- 4 aprile: il ministro dell'industria, Filippo Maria Pandolfi, annuncia nuovi aumenti per i carburanti (da 10 a 15 lire) per l'elettricità (20 lire) e conferma quello delle tariffe telefoniche, fissato a un +12%. Il ministro delle finanze, Nino Andreatta, minaccia di non accordare a luglio la fiscalizzazione degli oneri sociali se le imprese aumenteranno di oltre l'1% i prezzi.
- 15 aprile: il ministero delle finanze presenta i libri rossi sugli accertamenti delle imposte per gli anni 1974 e 1975, dai quali risulta che 199.582 contribuenti hanno evaso 1.597 miliardi ed altri 20.000 hanno omesso di compilare le denunce. Nell'elenco ci sono politici, attori, sportivi e banchieri. Tra i casi limite quello di Giulia Maria Crespi che nel 1974, anno di vendita del Corriere della Sera, ha denunciato un reddito di otto milioni contro un accertamento di 12 miliardi e 800 milioni.[54]
- 16 aprile: consiglio dei ministri: attraverso una serie di disegni di legge sono approvati i primi provvedimenti mirati al risparmio di 5.000 miliardi sulla spesa pubblica. Rincara del 2% il ticket su medicinali e prestazioni specialistiche, rinviato il rinnovo della convenzione coi medici generici. Sono previsti tagli ai bilanci ministeriali per spese di rappresentanza, indennità di missione e straordinari.
- 22-26 aprile: congresso del PSI: Craxi difende l'operato della segreteria e dichiara di non dover cambiare nulla della linea di sostegno al governo. La sicurezza del leader è contestata da Riccardo Lombardi e Francesco De Martino, per i quali va superata l'alleanza con la DC per un governo di sinistra col PCI. Craxi viene rieletto col 70% dei voti congressuali.[55]
- 28 aprile: coi referendum ormai prossimi si acuisce il clima di scontro tra laici e cattolici sui due quesiti che coinvolgono la legge 194. Dopo reiterai interventi di Giovanni Paolo II per il si il cardinale Ugo Poletti pubblica su l'Osservatore Romano una lettera sulle celebrazioni diocesane per il mese mariano di maggio che è, in realtà, un calendario di iniziative di propaganda, Diversi gruppi religiosi, anche non cattolici, pur schierandosi contro la pratica dell'aborto sostengono la difesa della legge quale presa di carico da parte dello stato di un dramma che non può gravare solo sulle donne.[56]

#### Maggio
- 2 maggio: il ministero del tesoro presenta la relazione trimestrale del bilancio in cui si afferma che a fronte di una previsione di 17.572 miliardi la somma dei residui passivi (le somme stanziate nella legge finanziaria e non utilizzate) ha già raggiunto i 43.186 miliardi. Il governo viene messo sotto accusa per la mancata erogazione dei pagamenti alle imprese (1000 miliardi) alle regioni (3.325 miliardi) e alle aziende autonome (840 miliardi) con una forte quota delle spese per gli investimenti (8.352 miliardi).[57]
- 6-7 maggio: su mandato della procura di Roma i carabinieri perquisiscono le sedi della massoneria di palazzo Giustiniani e di villa Medici del Vascello. L'obiettivo è la ricerca di documentazione sulla loggia P2 ed i suoi aderenti. Mentre Licio Gelli viene indagato per associazione a delinquere si viene a sapere che Forlani ha ricevuto da due mesi una lista di presunti aderenti alla loggia coperta (oltre 900 nomi) e fa sapere di aver nominato una commissione presieduta dal prof. Vezio Crisafulli. La commissione che indaga su Michele Sindona, da parte sua, chiede di acquisire gli elenchi dei nomi che, al momento, restano riservati.[58]
- 12 maggio: la camera approva in via definitiva la legge per la ricostruzione delle zone terremotate dell'Irpinia, che stanzia 8000 miliardi per tre anni.[59]
- 14 maggio: il settimanale Panorama pubblica un elenco di nomi che sarebbe compreso nell'elenco degli iscritti alla loggia P2. Tra gli altri i ministri Franco Foschi, Enrico Manca e Adolfo Sarti, i capi dei servizi segreti, il segretario del PSDI Pietro Longo, il banchiere Roberto Calvi.[60]
- 18 maggio: si votano i cinque referendum. Respinti i due quesiti sull'aborto, la legge 194 rimane in vigore senza modifiche. Respinti anche i quesiti su ordine pubblico, ergastolo e porto d'armi. Il presidente della CEI, cardinale Anastasio Ballestrero, dichiara amarezza per il risultato e promette un approfondimento delle motivazioni che hanno spinto molti cattolici a votare per il mantenimento della legge.
Forlani, chiamato a riferire alla camera sulle vicende della P2, si trincera dietro il segreto istruttorio e rilascia generiche informazioni già di dominio pubblico. Ammette di aver ricevuto l'elenco dei nominativi fin dalla fine di marzo ma non di aver trascurato il problema solo per aver agito in via riservata. Tutte le opposizioni chiedono la pubblicazione della lista e accusano il governo di voler coprire responsabilità e conseguenze politiche della vicenda.[61]
- 21 maggio: su mandato della procura di Milano sono arrestati il banchiere Roberto Calvi, il finanziere Mario Valeri Manera ed altri imprenditori operanti nelle imprese possedute dal Banco Ambrosiano, tra i quali i presidenti della Toro assicurazione, del credito Varesino e dell'Ivest.
Uscendo da un riserbo ormai insostenibile Forlani fornisce alla stampa l'elenco dei nomi della loggia P2.[62]
- 28 maggio: dopo la convocazione di un vertice di maggioranza, che salta per il rifiuto di Craxi a partecipare, Forlani sale al Quirinale e rassegna le dimissioni dell'esecutivo.[63]